# Aziz Pahad
Aziz Pahad, né le 25 décembre 1940 à Schweizer-Reneke (Transvaal, Union d'Afrique du Sud) et mort le 27 septembre 2023, est un homme politique sud-africain, membre du Congrès national africain, vice-ministre des Affaires étrangères dans le gouvernement Mandela (1994-1999) et dans ceux de Thabo Mbeki et membre du parlement pour Johannesburg West Highlands.

## Biographie
Issu de la communauté indo-pakistanaise d'Afrique du Sud, Aziz Pahad est né en 1940 à Schweizer-Reneke dans l'ouest de la province du Transvaal. Il est diplômé en sociologie et en afrikaans de l'université du Witwatersrand (Johannesburg, 1963), en relations internationales de University College (Londres, 1966) et d'un M.A. de l'université du Sussex (1968).
Militant engagé contre l'apartheid et soumis à des mesures de restriction de ses déplacements, Aziz Pahad quitte l'Afrique du Sud en 1966 pour l'Angleterre, où il poursuit ses études, avant de s'établir plus tard en Angola et au Zimbabwe. En Europe, le Congrès national africain, pour lequel il milite, le charge de développer le mouvement anti-apartheid. En 1985, il est élu au conseil national de l'ANC.
En 1990, il revient en Afrique du Sud et est nommé en 1991 vice-directeur du département des relations internationales de l'ANC.
En 1994, il est élu au parlement et est nommé ministre délégué aux affaires étrangères dans le gouvernement de Nelson Mandela. Il occupe cette fonction sous le mandat de son successeur jusqu'à sa démission en septembre 2008.
Aux Affaires étrangères, il met en œuvre la nouvelle politique étrangère de l'Afrique du Sud, notamment pour s'opposer à l'invasion de l'Irak par les troupes américaines en 2003.
Il représente son pays à la Cour internationale de justice en 2004, où il plaide contre le mur de sécurité construit par Israël pour se protéger. Il mène encore des médiations entre les factions rivales en République démocratique du Congo, au Burundi et en Angola.